# 紅山嘴口岸
紅山嘴口岸是中華人民共和國新疆維吾爾自治區的季節性開放陸路邊境口岸，位於阿勒泰地區福海縣境內，並與蒙古國巴彥烏列蓋省薩格賽縣的大洋口岸相接。因季节气候影响，该口岸每年6月至9月间断开放100天。
红山嘴口岸於1992年2月獲中華人民共和國國務院允許開放，並在同年7月正式對蒙開放通關。紅山嘴口岸的海关业务由烏魯木齊海關所属阿勒泰海關負責，出入境边防检查业务由新疆出入境边防检查总站所属红山嘴出入境边防检查站负责。

## 位置和交通
紅山嘴口岸位於中華人民共和國新疆維吾爾自治區阿勒泰地區福海縣境內，距離福海縣縣城、地區首府阿勒泰市以及自治區首府烏魯木齊市分別為240公里、192公里和896公里。該口岸鄰近中蒙邊界第17號界標，並與蒙古國巴彥烏列蓋省薩格賽縣的大洋口岸相接，而距離薩格賽縣縣城以及首府烏列蓋則分別是160公里與180公里。此外，根據新疆維吾爾自治區發展和改革委員會在2014年起草的《絲綢之路經濟帶框架下促進新疆對外開放與經濟發展規劃》文件，紅山嘴口岸也是絲綢之路經濟帶上新疆三條通道構想當中的北通道向東輻射終點（對蒙口岸）之一。地理上，当地山体因含氧化铁而呈现红色，且山梁形状像嘴唇，故得名红山嘴，红山嘴口岸的名称也因此而来。红山嘴海拔1800米，气候寒冷。每年仅6月到9月气温较高，其余时间均为大雪封山时期。红山嘴口岸周边为以森林居多，由新疆维吾尔自治区阿尔泰山国有林管理局福海林管分局管理。
历史上前往红山嘴的道路不畅，有“红山嘴的路难，难于上青天。红山嘴的路险，险于上刀山。”的俗语。虽然从阿勒泰市到红山嘴口岸距离不到200公里，但2008年以前两地车程超过7小时。此后修建有砂石路，但货车依旧难以通过。2017年6月，阿勒泰地區人民政府提出建設連接阿勒泰市和紅山嘴口岸公路，並把216國道北端終點沿新建公路延伸至紅山嘴口岸，當時預計該項工程將於同年8月開始以及2020年完成。其後公路項目不斷拖延，並在2021年末被列入《「十四五」現代綜合交通運輸體系發展規劃》內，最終這條公路於2024年落成通車。

## 歷史
1991年6月24日，中華人民共和國政府和當時的蒙古人民共和國政府簽訂協議，決定開放包含紅山嘴口岸在內的8個口岸。隨後中華人民共和國國務院於1992年2月25日發佈國函〔1992〕17號，同意紅山嘴口岸作為季節性口岸對外開放。最終該口岸在1992年7月正式開放，當時每年只會於6月至9月間斷開放共50天；後來口岸因應中蒙雙邊貿易與旅遊發展需要便在2014年延長開放時間，改為每年6月至9月間斷開放合共100天。2023年，紅山嘴口岸開設擺渡車服務，方便過境民眾來往國門和聯檢大廳。
2025年3月27日，福海縣人民政府發佈《紅山嘴口岸國土空間總體規劃（2025-2035年）》文件，計劃到2030年完善紅山嘴口岸各項基礎設施與防災減災措施，並爭取把口岸向第三國開放。

## 過境貨物和統計
紅山嘴口岸以向蒙古國出口貨物為主，種類包括蔬果、日用貨品、建築材料以及水泥等，並從蒙方進口羊毛。另外該口岸於2024年總共有313人入境，出境人數則有302人，兩者均較2023年同比增長超過一倍。